# Красавка (приток Елани)
Красавка — река в России, протекает в Саратовской области. Устье реки находится в 74 км по левому берегу реки Елани. Длина реки — 55 км, площадь бассейна 345 км².
В 26 км от устья по левому берегу впадает река Чапурка.

## Данные водного реестра
По данным государственного водного реестра России относится к Донскому бассейновому округу, водохозяйственный участок реки — Терса, речной подбассейн реки — Бассейн прит-в Дона м/д впад. прит-в Хопра и Северского Донца. Речной бассейн реки — Дон (российская часть бассейна).
Код объекта в государственном водном реестре — 05010300212107000008787.